# رافع مصطفى الكاسح عبد الله
الأستاذ الدكتور رافع مصطفى الكاسح عبد الله (31 يوليو 1958 – 10 مارس 2021)، أستاذ في الطب الوقائي والصحة العامة البيطرية بكلية الطب البيطري، جامعة عمر المختار في البيضاء، وعميد سابق للكلية (2005–2013)، وهو أحد الرواد في تطوير التعليم والبحث العلمي البيطري في ليبيا.

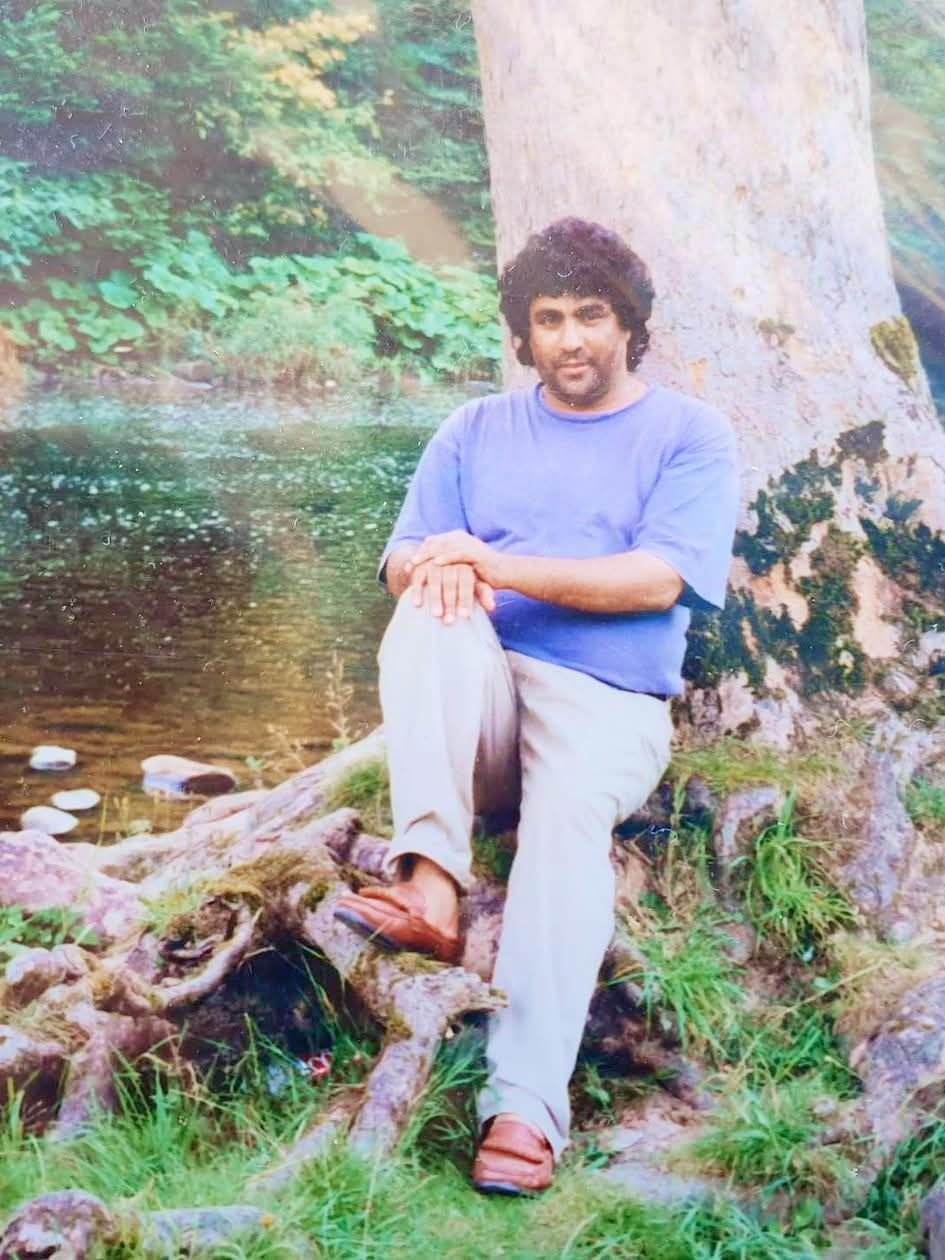
دكتور رافع الكاسح

## النشأة والتعليم
ولد في مدينة شحات عام 1958 لعائلة الكاسحية المعروفة. تلقى تعليمه الابتدائي في «مدرسة حبون»، والإعدادي في شحات، والثانوي في «مدرسة القادسية» بالبيضاء.  
- 1981 – بكالوريوس علوم زراعية، جامعة قاريونس (بنغازي).
- 1983 – دبلوم عالي في الطب البيطري، جامعة طرابلس.
- 1985 – ماجستير، جامعة طرابلس.
- 1996 – دكتوراه، جامعة ليدز (بريطانيا).
- حضر دورات تدريبية في برلين (1978) ووارسو (1979).

## المناصب
- رئيس قسم الإنتاج الحيواني (1986)
- رئيس قسم صحة الإنتاج الحيواني (1987)
- عميد كلية الطب البيطري (2005–2013)
- رئيس اللجنة العلمية بجامعة عمر المختار (2013)
- عضو مجلس مركز البحوث الزراعية
- أمين اللجنة الشعبية للثروة الحيوانية في شحات
- مدير المعهد العالي للفندقة والسياحة – سوسة

## الإسهامات
- تدريس في عدة فروع جامعية داخل ليبيا
- الإشراف على رسائل ماجستير في جامعات: طرابلس، مصراتة، قاريونس
- تنظيم ومتابعة أبحاث علمية على نطاق وطني
- إطلاق حملات بيطرية، منها قافلة مجانية تكريمية باسمه بعد وفاته

## الوفاة
توفي يوم 10 مارس 2021 بعد صراع مع المرض، وقد أطلقت جامعة عمر المختار اسمه على قافلة بيطرية مجانية تقديراً لجهوده.